# Ázere (Tábua)
Ázere ist eine Ortschaft und ehemalige Gemeinde in Portugal.

## Geschichte
Der Ort entstand im Zuge der Siedlungspolitik nach der Reconquista. 1123 war es bereits als eine Ortschaft vermerkt, die unter Königin Teresia Sitz eines Kreises wurde, also noch vor der Unabhängigkeit Portugals 1140.
Die Stadtrechte Ázeres wurden in den Verwaltungsreformen unter König Manuel im 16. Jh. erneuert. Der Kreis Ázere bestand aus zwei Gemeinden, bis 1666 die Gemeinde Covelo ausgegliedert wurde, und Ázere als alleinige Kreisgemeinde verblieb.
Nach der Liberalen Revolution 1822 und dem folgenden Miguelistenkrieg 1834 wurden in Portugal verschiedene Verwaltungsreformen durchgeführt, im Zuge derer 1836 der Kreis Ázere schließlich aufgelöst wurde.
Mit der Gebietsreform 2013 wurden die eigenständigen Gemeinden Ázere und Covelo aufgelöst und zu einer neuen Gemeinde zusammengeschlossen.

## Verwaltung
Ázere war eine eigenständige Gemeinde (Freguesia) im Kreis (Concelho) von Tábua, im Distrikt Coimbra. Am 30. Juni 2011 hatte die Gemeinde 679 Einwohner auf einem Gebiet von 12,1 km².
Die Gemeinde bestand aus vier Ortschaften:
- Ázere
- Espadanal
- Lageosa
- Vila Seca

Im Zuge der kommunalen Neuordnung Portugals nach den Kommunalwahlen am 29. September 2013 wurde Ázere mit Covelo zur neuen Gemeinde União das Freguesias de Ázere e Covelo zusammengeschlossen. Sitz der neuen Gemeinde ist Ázere.